# Ехал казак за Дунай
Ехал казак за Дунай (Schöne Minka; укр. Їхав козак за Дунай) — украинский романс середины XVIII века, написанный казаком Семёном Климовским.
Впервые была издана в сборнике «Прач И. Собрание народних русских песен с их голосами. Спб., 1790». В XIX веке песня неоднократно переиздавалась и в других песенных сборниках.
Песня стала популярной не только в Российской империи, но и в Западной Европе, где была переведена на немецкий и французский язык. В дальнейшем «Ехал казак за Дунай» легла в основу произведений Л. ван Бетховена, К. М. Вебера и К. А. Тидге под названием «Schöne Minka». В частности, песня включена в бетховенские сборники «Песни разных народов» (1816) и Сборник вариаций для флейты или скрипки ad libitum ор. 107 (1817—1818).

## Текст
Їхав козак за Дунай,

Сказав: — Дівчино, прощай!

Ти, конику вороненький,

Неси та гуляй!

— Постій, постій, козаче,

Твоя дівчина плаче,

Як ти мене покидаєш, —

Тільки подумай!

— Білих ручок не ламай,

Ясних очей не стирай,

Мене з війни зі славою

К собі ожидай!

— Не хочу я нічого

Тільки тебе одного,

Ти будь здоров, мій миленький,

А все пропадай!

## Сюжет
Считается маловероятным, что сам сюжет связан с конкретным историческим событием (например, с военным походом на Балканы  и т.п.). Существует  теория что в песне описаны события русско-турецкой войны 1710-1713 годов, так как она длилась именно 3 года. Известно также, что в фольклоре и сам Дунай часто выступает просто как символ реки. А тема расставания казака с любимой девушкой, художественные приёмы песни, тип мелодии позволяют называть ее романсом.

## Вариации
Отмечается, что существует много новых вариантов песни. Она вдохновила композитора  К. Кавоса на оперу «Казак стихотворец» (1812 год), а композитора
Ф.Кауера – на арию Лесты при работе над оперой «Леста, днепровская русалка» (1803 год). Дивертисмент «Гуляния на Воробьевых горах» С. Давыдова (1816 год) и вариации для скрипки с оркестром  А. Алябьева (1818 год) также написаны под влиянием этой песни. Ранние стихи Пушкина «Казак» и Дельвига «Поляк» созданы под впечатлением от этого произведения .